# Georg Ernst Stahl
Georg Ernst Stahl (ur. 22 października 1659 w Ansbach, zm. 14 maja 1734 w Berlinie) – niemiecki chemik i lekarz, w latach 1694–1716 profesor „dziedzin teoretycznych” na uniwersytecie w Halle, jeden ze współtwórców teorii flogistonu.
Głoszona przez niego nauka traktująca o procesach spalania się ciał została obalona zaledwie 41 lat po jego śmierci przez genialnego francuskiego chemika Antoine’a Laurenta Lavoisiera i choć uznana za jeden z największych błędów w dziejach chemii, niewątpliwie była ważnym fundamentem tej nauki. Kreowana przez uczonego teoria stała się bowiem bodźcem do badań dla wielu rzeszy chemików, tworząc sprzyjającą odkrywaniu pierwiastków i zjawisk atmosferę. Wiele niewytłumaczonych procesów w okresie 1660-1775 zostało całkowicie zrozumianych i udowodnionych.

## Twierdzenia
Rozumowania Stahla o palności i flogistonie można zilustrować następującym wyrażeniem:
- ziemia + flogiston = ciało palne

I na odwrót:
- ciało palne = ziemia + flogiston

To równanie nierozerwalnie łączyło się ze zjawiskiem palności, co szerzej opisuje artykuł poświęcony teorii flogistonu.